# 克里沃诺索韦
48°4′20″N 31°53′53″E / 48.07222°N 31.89806°E
克里沃諾索韦（烏克蘭語：Кривоносове）是位於烏克蘭南部基洛夫格勒州裏克羅皮夫尼茨基區的村莊，面積2.005平方公里，海拔高度207米，2001年人口391，人口密度每平方公里195.01人。